# 배리 코

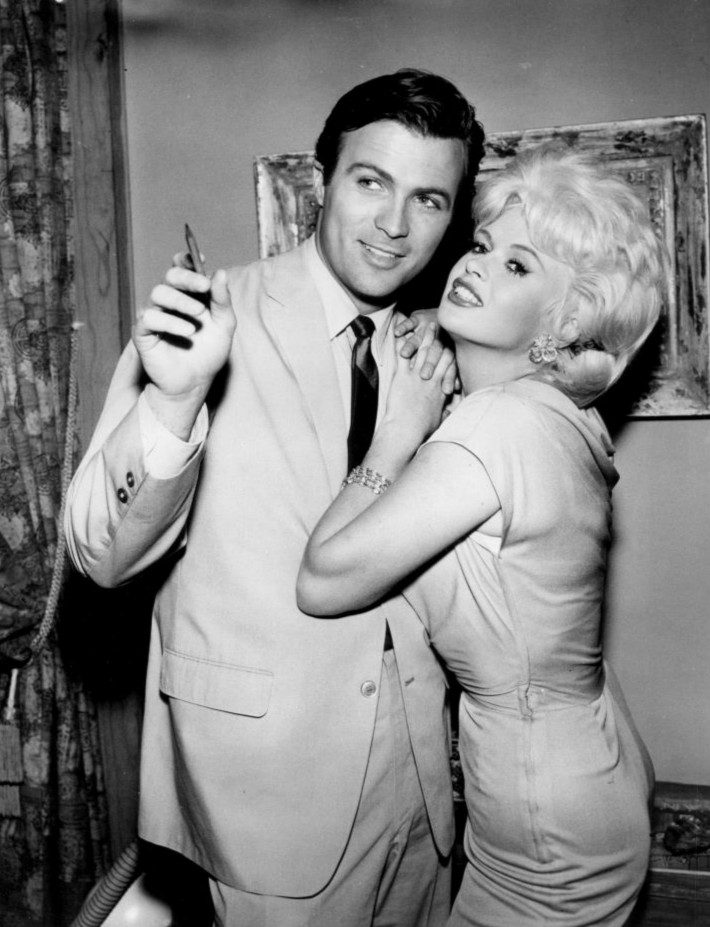

배리 코(Barry Coe, 1934년 11월 26일 ~ 2019년 7월 16일)는 미국의 배우, 텔레비전 배우, 사업가이다.
로스앤젤레스에서 태어났으며 팜데저트에서 사망하였다. 사인은 암이다.

## 영화
- 죠스 2 (1978년)
- 맥아더 (1977년)
- 닥터 데스: 시커 오브 소울 (1973년)
- 더 세븐 미니츠 (1971년)
- 풋프린츠 온 더 문: 아폴로 11 (1969년)
- 바디 캡슐 (1966년)
- 300 스파르탄 (1962년)
- 벗 낫 포 미 (1959년)
- 브라바도스 (1958년)
- 페이튼 플레이스 (1957년)
- 러브 미 텐더 (1956년)
- 대나무집 (1955년)